# Марк Нуммий Сенецион Альбин (консул 206 года)
Марк Ну́ммий У́мбрий Прим Сенецио́н Альби́н (лат. Marcus Nummius Umbrius Primus Senecio Albinus) — римский государственный деятель конца II века — начала III века.

## Биография

### Происхождение
Альбин происходил из южноиталийского города Беневент. В своё время он был усыновлён одним из представителей рода Умбриев Примов из Компсы: возможно, консулом-суффектом 186 года Марком Умбрием Примом. Сенецион был патроном Компсы, вероятно, из-за ведения в этой местности строительных работ. Его родным отцом, предположительно, мог быть некто Нуммий Альбин, приходившийся сводным братом императору Дидию Юлиану; во времена правления Септимия Севера Нуммий Альбин был казнён.

### Карьера
Марк начал карьеру с поста монетного триумвира. Потом он возглавлял турму римских всадников и был куратором Карфагена. После 199 года Альбин занимал должность квестора, выступая в качестве кандидата императоров Септимия Севера и Каракаллы. Затем он был легатом в провинции Азия. Около 202 года Сенецион вновь находился на посту легата: на этот раз — в Африке под началом проконсула Марка Умбрия Прима, предполагаемого усыновителя Нуммия. В 204 году Альбин исполнял обязанности претора (известно, что на эту должность он претендовал от имени императора).
В 206 году Альбин занимал должность ординарного консула совместно со своим коллегой — Нумизием Петронием Эмилианом. Затем он был чиновником, который руководил судебными делами вместо императора. Между 209 и 212 годом Нуммий являлся легатом-пропретором провинции Ближняя Испания, а между 212 и 217 — легатом-пропретором Далмации. Ориентировочно, в 222 году Сенецион, уже в качестве проконсула, опять управлял Азией.
Со 191 года Альбин входил в состав жреческой коллегии палатинских салиев, а со 199 года вошел в коллегию понтификов.

### Потомки
В браке с неизвестной женщиной имел сына, Марка Нуммия, также занимавшего консульскую должность в 227 году.